# Нойверк
53°55′17″ пн. ш. 8°29′54″ сх. д. / 53.921325° пн. ш. 8.498353° сх. д.
Нойверк (нім. Neuwerk) — припливний острів у Ваттовому морі на німецькому шельфі Північного моря з населенням 30 осіб. Нойверк розташований за 13 км на північний захід від Куксгафена, між естуаріями Везера та Ельби. Відстань до центру Гамбурга становить приблизно 120 км.
В адміністративному плані Нойверк — однойменний квартал міста та землі Гамбург, Німеччина, та частина району Гамбург-Центр. До цього кварталу належать острови Шарерн та Нігегерн, які є пташиними заповідниками і закриті для громадськості. Всі три острови та акваторія навколо них Вадденського моря утворюють національний парк Гамбурзьке Вадденське море.